# تشاك أندروس
تشاك أندروس (بالإنجليزية: Chuck Andrus)‏ هو عازف جاز أمريكي، ولد في 17 نوفمبر 1928 في هوليوك في الولايات المتحدة، وتوفي في 10 أكتوبر 1997 في بوكا راتون في الولايات المتحدة.

## روابط خارجية
- تشاك أندروس على موقع ميوزك برينز (الإنجليزية)
- تشاك أندروس على موقع أول ميوزيك (الإنجليزية)
- تشاك أندروس على موقع ديسكوغز (الإنجليزية)